# Заклодзе (Люблінське воєводство)
Заклодзе (пол. Zakłodzie) — село в Польщі, у гміні Радечниця Замойського повіту Люблінського воєводства.
Населення — 143 особи (2021).
У 1975-1998 роках село належало до Замойського воєводства.

## Демографія
Демографічна структура станом на 2021 рік:
|          | Загалом | Допрацездатний вік | Працездатний вік | Постпрацездатний вік |
| -------- | ------- | ------------------ | ---------------- | -------------------- |
| Чоловіки | 69      | 8                  | 47               | 14                   |
| Жінки    | 74      | 11                 | 39               | 24                   |
| Разом    | 143     | 19                 | 86               | 38                   |